# SICAL
A SICAL é uma marca portuguesa de café. Foi fundada no Porto em 1947 por Vicente Peres sobre o nome de SICAL - Sociedade Importadora de Cafés, Limitada. Foi a primeira marca portuguesa de cafés a fazer publicidade, em 1956, tendo apostado desde então na divulgação da marca através de campanhas publicitárias. Em 1960 abriu sua primeira sucursal em Lisboa, na rua da Alfândega.
Foi adquirida pela Nestlé Portugal S.A. em 1987, tendo sua sede desde então em Linda-a-Velha, na sede da Nestlé em Portugal. Em 2005 estendeu seu negócio à África do Sul.

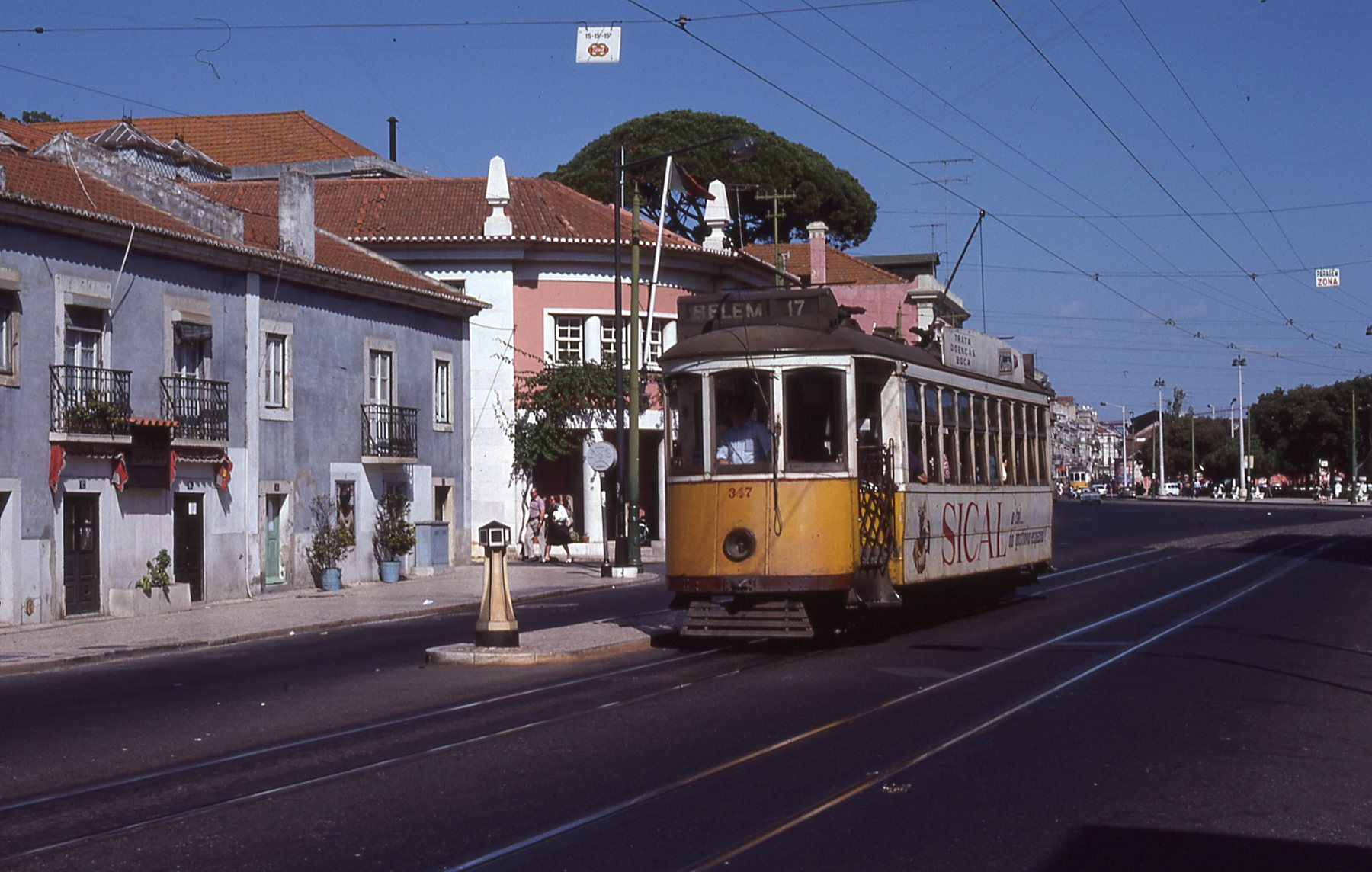
Elétrico de Lisboa com publicidade Sical, em 1977.